# Grupul de Armate B
Grupul de Armate B (în limba germană: Heeresgruppe B) a fost numele a trei grupuri de armate germane care au luptat în timpul celui de-al doilea război mondial.